# Matapozuelos
Matapozuelos település Spanyolországban, Valladolid tartományban. Matapozuelos Olmedo, Pozaldez, Ventosa de la Cuesta, Serrada, Valdestillas, La Pedraja de Portillo, Mojados, Alcazarén és Hornillos de Eresma községekkel határos. Lakosainak száma 1015 fő (2024).

## Népesség
A település népessége az utóbbi években az alábbiak szerint változott:
| Lakosok száma | 991  | 1024 | 1049 | 1061 | 1038 | 1007 | 1055 | 1058 | 1001 | 1015 |
|               | 2001 | 2004 | 2007 | 2009 | 2012 | 2014 | 2017 | 2019 | 2022 | 2024 |